# Мамулия, Самсон Андреевич
Самсо́н Андре́евич Маму́лия (груз. სამსონ ანდრიას ძე მამულია; 1892, д. Поцхо, Сенакский уезд, Кутаисская губерния, Российская империя — 14 ноября 1937, Тбилиси, Грузинская ССР, СССР) — советский государственный и партийный деятель. Первый секретарь ЦК КП(б) Грузии (1930—1931).

## Биография
Родился в 1892 в деревне Поцхо Сенакского уезда Кутаисской губернии Российской империи. С начала 1915 года он жил и работал в Нальчике, был основателем грузинской школы и её первым директором-учителем.
Член РСДРП(б) с 1917 года. Участник революционного движения на Северном Кавказе (до июня 1917 года) и в Грузии. В сентябре 1920 года выслан меньшевистским правительством Грузии в Баку. Работал сначала в Народном комиссариате просвещения Азербайджана, а затем в редакции газеты «Коммунист».
- 1921—1922 ответственный секретарь Сенакского районного комитета КП(б) Грузии
- 1.2 — 6.3.1922 секретарь ЦК КП(б) Грузии
- 1922—1929 сведений нет
- 1929—1930 ответственный секретарь Аджарского областного комитета КП(б) Грузии
- 6—28.05.1930 секретарь ЦК КП(б) Грузии
- 06.06—20.11.1930 2-й секретарь ЦК КП(б) Грузии
- 20.11.1930 — 12.09.1931 первый секретарь ЦК КП(б) Грузии. Обвинён в «извращении политики партии в деревне» и снят с должности.
- 07.04—10.1931 первый секретарь Тифлисского горкома КП(б) Грузии
- ?? — на учёбе в Институте красной профессуры
- ??—7.1937 заместитель заведующего сектором Института Маркса-Энгельса-Ленина при ЦК ВКП(б)

С 6 мая 1930 по 1931 год член Бюро ЦК КП(б) Грузии.
Арестован 5 июля 1937 года. Осужден 13 ноября 1937 года, на следующий день расстрелян.

## Семья
- Жена — Анна Филипповна (1897 — ?), 24.06.1938 приговорена Особым совещанием при НКВД СССР к 5 годам исправительно-трудовых лагерей; освобождена 08.09.1942.
  - Сын — Гурам Мамулия[груз.] (09.05.1937 — 01.01.2003) — доктор исторических наук, советский диссидент, депутат Парламента Грузии в 1992—1995 годах.